# Loxaspilates obliquaria
Loxaspilates obliquaria är en fjärilsart som beskrevs av Moore 1867. Loxaspilates obliquaria ingår i släktet Loxaspilates och familjen mätare. Inga underarter finns listade i Catalogue of Life.